# Кегги, Кристапс Юрис
Кристапс Юрис Кегги (латыш. Kristaps Juris Keggi, 9 августа 1934, Рига — 4 июля 2023, США) — американский и латвийский специалист в области ортопедической хирургии. Профессор Йельского университета, почётный доктор Рижского университета имени Страдыня (1997) и Латвийского университета (2009). Почётный член Латвийской академии наук (1990 г.) и Иностранный член Российской академии Наук (27.06.2014).

## Биография
Родился в Риге 9 августа 1934 года. В 1944 году семья переехала из Латвии в Германию, затем, в 1949 году — в США. С 1955 года учился в Йельском университете, с 1959 — в Йельской медицинской школе. Окончил ординатуру по ортопедической хирургии в больнице Рузвельта в Нью-Йорке. Служил капитаном в медицинском корпусе резерва армии США. В 1965—1966 годы работал начальником отделения ортопедической хирургии во Вьетнаме в городе Бьенхоа.
В 1966 году, после демобилизации, был доцентом Йельского университета, где занимался эндопротезированием тазобедренного и коленного суставов. В 1970е годы Кристапс Кегги разработал прямой передний доступ к тазобедренному суставу и начал выполнять артропластику по малоинвазивной методике. Выполнил более 10 000 эндопротезирований по этой технологии, был автором 135 научных трудов и монографий.
В 1989 году стал клиническим профессором ортопедии и реабилитации Йельской медицинской школы, в 2008 году получил звание полного профессора кафедры ортопедии. В 1969—1989 годы работал в больнице Святой Марии. С 1989 года работал в клинике ортопедии и реабилитации Йельского университета. В 1969—2018 гг. — в больнице Уотербери.
В 1986 году посетил Игры Доброй Воли в Москве.
С 1987 года регулярно посещал Латвию, где читал лекции и семинары, и проводил показательные операции.
В 1980-х впервые приехал в СССР, где разработал стратегию развития эндопротезирования и доказал её необходимость руководству здравоохранения. Был основателем некоммерческого ортопедического фонда «Keggi Orthopaedic Foundation» (1988 г.), который способствовал академическому обмену между США и СССР. Фонд предоставлял стипендии специалистам для стажировки в Йельской школе медицины и в больнице Уотербери. За 10 лет более 300 хирургов из стран Балтии, России и Вьетнама получили возможность пройти обучение на базе Йельского университета. В сентябре 1993 года участвовал в Первом Съезде травматологов-ортопедов СНГ в Ярославле. На этом мероприятии под его руководством был проведён первый в СССР международный курс-симпозиум по эндопротезированию тазобедренного сустава.
В 1990 году Кристапс Кегги основал мемориальный музей Лудиса Берзиньша в Юрмале. Основал Премию имени Лудиса Берзиньша.
Публиковал работы по реконструкции суставов, лечению заболеваний позвоночника, эндопротезированию тазобедренного сустава, эндопротезированию бедра и др.
Был почётным членом Латвийской академии наук (1990 г.), почётным доктором Рижского университета имени Страдыня (1997) и Латвийского университета (2009).
С 27.06.2014 года Иностранный член РАН. Отделение медицинских наук (клиническая медицина), США.
Умер в возрасте 88 лет 4 июля 2023 года.

## Семья
Отец — Янис Кегги, был врачом-хирургом. Работал в клинике Рижского педагогического института, был директором в Алуксненской муниципальной больнице. Дед по материнской линии — Лудис Берзиньш, литературовед, профессор Латвийского университета, теолог и лютеранский пастор.
Был женат на Джулии К. Кегги, у пары было три дочери.
Был полиглотом — свободно владел шестью языками.

## Награды
- Орден Трёх звезд IV степени (1995, Латвия)[9][10]
- Премия Паула Страдыня (1994)[10]
- Орден V степени Эстонского Красного Креста (1999, Эстония)[10]
- Премия Джорджа Буша-старшего (2005)[10]
- Медаль «За выдающиеся заслуги» Латвийской ассоциации врачей (2009)[10]
- Серебряная медаль «За врачебное достоинство и заслуги перед российской медициной» (2012)[11]
- Почётная грамота Президента Латвии (2017)[2]
- Премия «За гуманитарную службу» (2019) от Ортопедического общества Коннектикута[10]